# NGC 2462
NGC 2462 é uma galáxia espiral (S) localizada na direcção da constelação de Lynx. Possui uma declinação de +56° 41' 12" e uma ascensão recta de 7 horas, 56 minutos e 31,9 segundos.
A galáxia NGC 2462 foi descoberta em 20 de Fevereiro de 1851 por William Parsons.